# Museo archeologico nazionale della Lomellina
Il Museo Archeologico Nazionale della Lomellina è un museo di Vigevano; ospitato negli ambienti del castello, conserva testimonianze archeologiche provenienti da scavi e da rinvenimenti occasionali avvenuti in Lomellina.
Precedentemente disseminati nei depositi della Soprintendenza e in musei locali, i reperti esposti in museo, pur provenendo da località differenti, dimostrano l’omogeneità culturale del territorio e provano le relazioni di scambi commerciali con le aree vicine. 

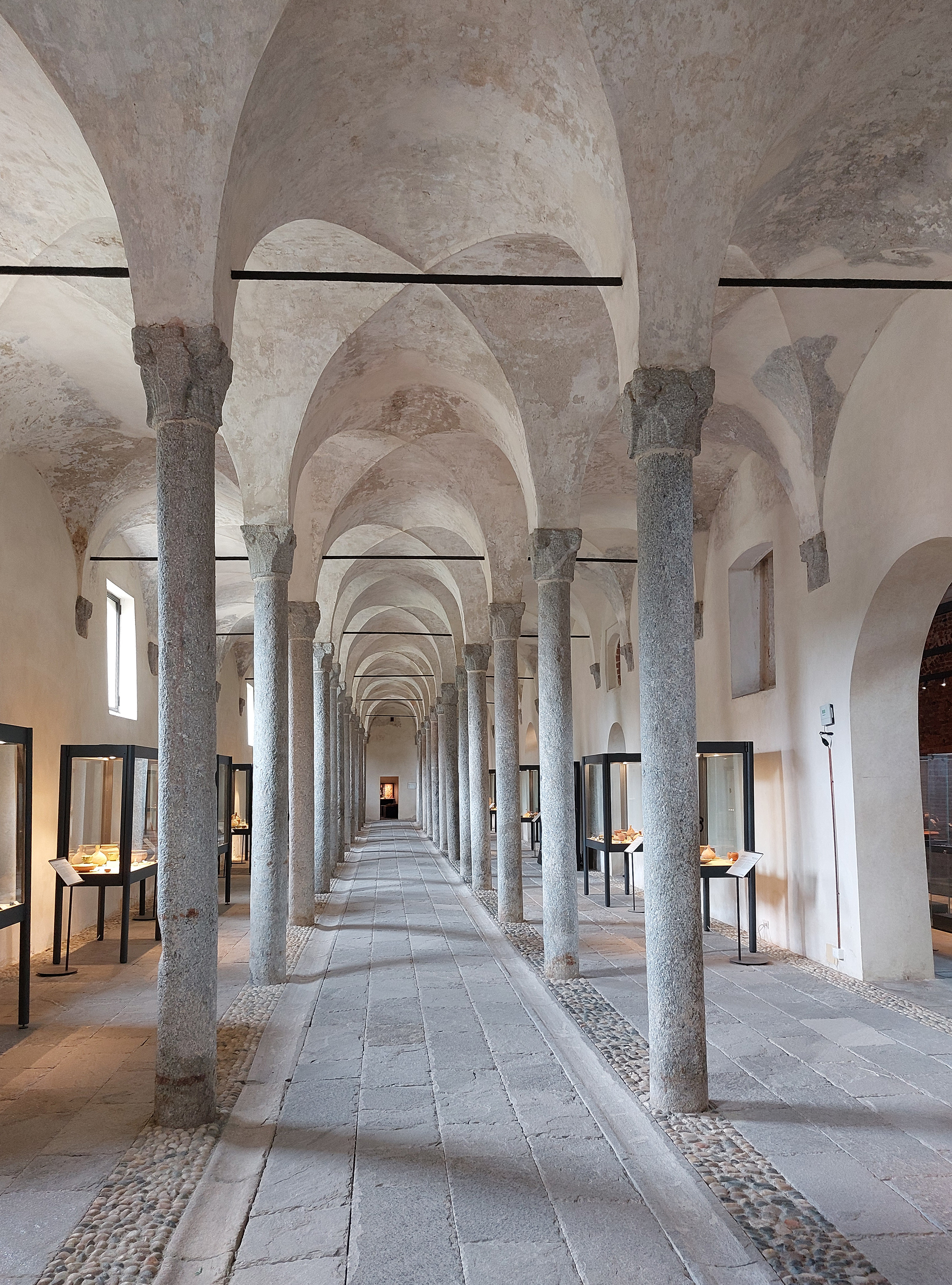
Sala II del museo, la cosiddetta terza scuderia

Il museo ha sede nella «terza scuderia» del castello - voluta da Gian Galeazzo Visconti incaricando Maffeo da Como negli anni settanta del Quattrocento - e negli spazi ad essa annessi al di sotto della Falconiera. Il museo fu inaugurato nel 1998 con un primo allestimento nella scuderia quattrocentesca, ampliato successivamente nel 2006 con all'aggiunta di tre ulteriori sale; del 2018, infine, è l'apertura del salone a lato della scuderia .

## Il percorso espositivo
Per accompagnare alla scoperta e conoscenza della storia del territorio, il percorso espositivo è stato organizzato secondo criteri al contempo cronologici e tematici: la Sala I è dedicata all’età preistorica e protostorica; la Sala II presenta numerosi corredi funerari di Età tardo celtica e romana (fine I secolo a.C. – II secolo d.C.); la Sala III espone una serie di reperti e oggetti che raccontano gli abitati e la vita quotidiana in Età romana; la Sala IV è dedicata all’ultimo periodo storico trattato dal museo, ovvero l’Età tardo antica e altomedioevale (III – VII secolo d.C.); l’ultima sala infine è allestita ciclicamente per ospitare mostre temporanee .

All’interno dei corredi funerari, oltre al vasellame in terracotta e a strumenti e ornamenti metallici, si segnalano i vetri e la coroplastica. Sul sito istituzionale della Direzione regionale Musei Lombardia, istituto periferico del Ministero della Cultura che gestisce i musei statali della Regione Lombardia tra cui il Museo Archeologico nazionale della Lomellina, è possibile trovare approfondimenti su alcuni reperti e corredi del museo: dal corredo maschile da Gambolò, da ricondurre a una persona di alta levatura per la qualità degli oggetti di bronzo, ai vetri straordinariamente integri e raffinati presenti soprattutto nei corredi femminili di Età romana; altrettanto degna di nota è la Tomba del guerriero, con armi e oggetti per la cura del corpo. Si citano infine numerose statuette a stampo a volte dipinte, come quella raffigurante il vignaiuolo, e un tesoretto composto da circa 1.400 monete, dette antoniniani, della fine del III secolo d.C.

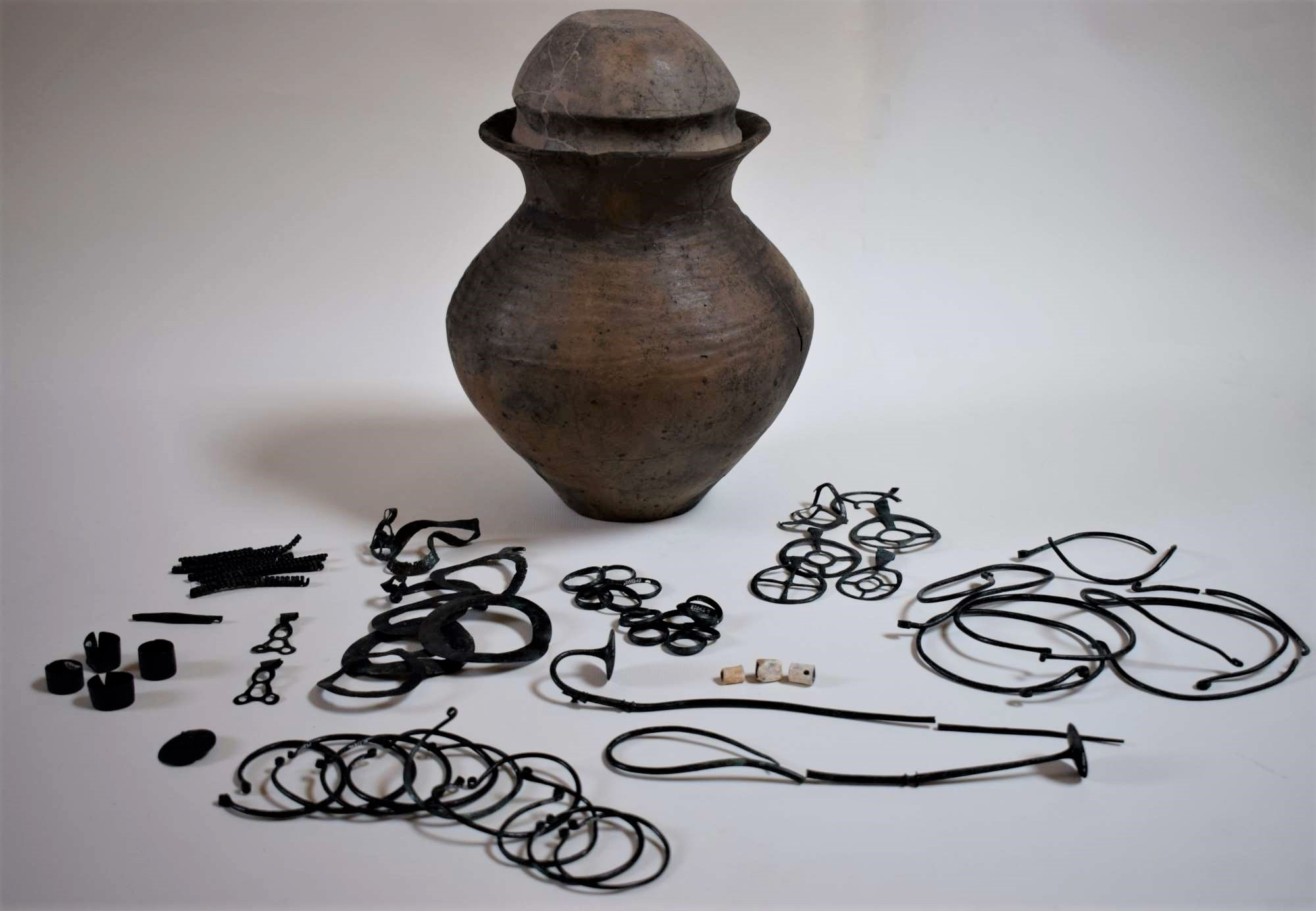
Sala I Corredo tombale maschile da Gambolò

## La Collezione Strada
Nel 2022 le collezioni del museo si sono arricchite di una selezione di 260 reperti della Collezione Strada, acquisita da parte dello Stato italiano per garantirne una più ampia fruibilità, favorirne lo studio e diffonderne la conoscenza. Formata da Antonio Strada (1904-1968) è costituita da oltre 400 reperti, alcuni rinvenuti nell’Ottocento nei terreni di famiglia, altri acquistati per passione collezionistica. Gli oggetti coprono un arco temporale molto esteso: dalla preistoria all’età longobarda, ma particolarmente ricca di testimonianze è l’età della romanizzazione della Lomellina (II – I sec. a.C.) e la prima epoca imperiale (I – II sec. d.C.).

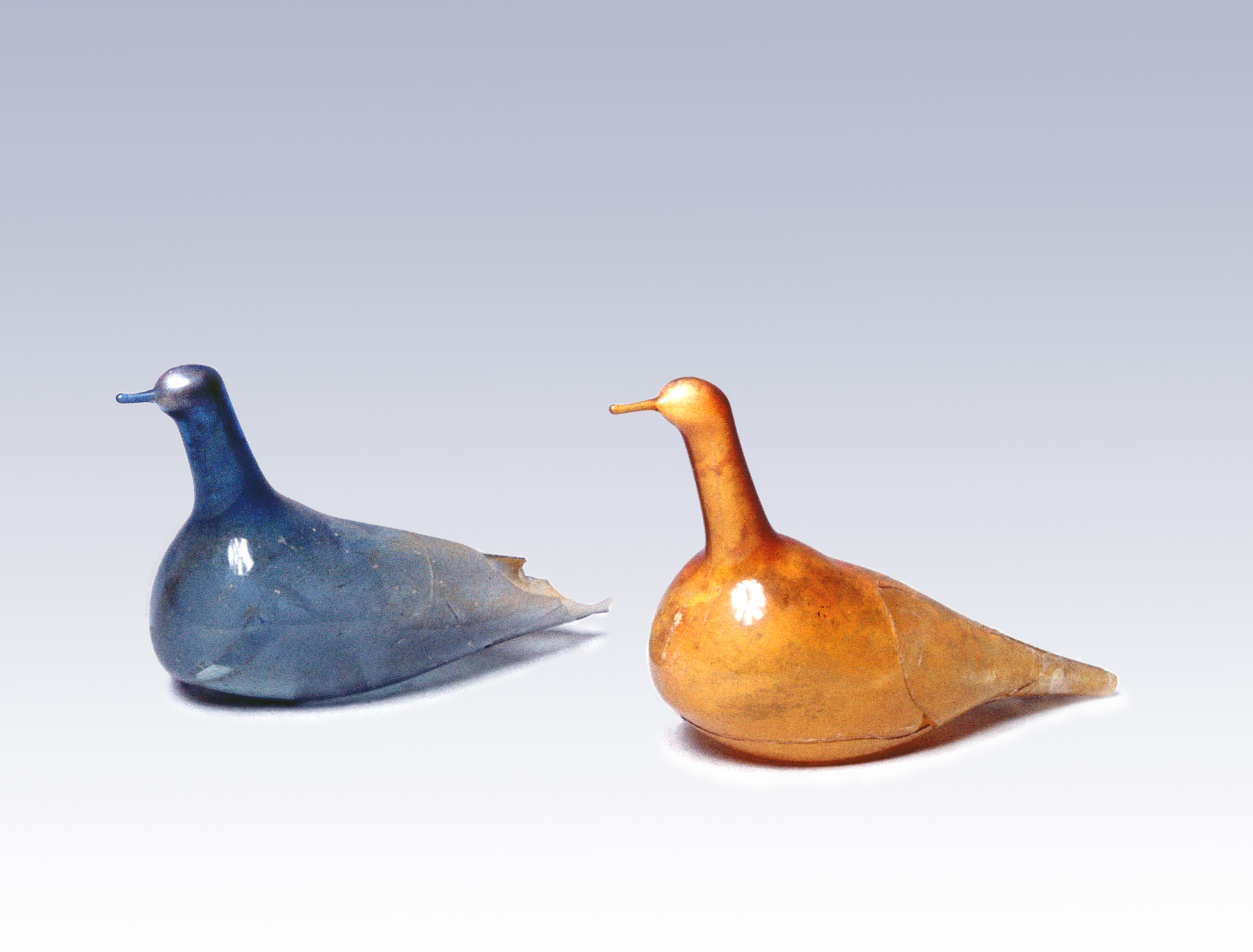
Sala II, Balsamari in vetro soffiato da Gropello

L’oggetto più importante è la coppa biansata in vetro soffiato in stampo, firmata da Aristeas (secondo quarto del I secolo d. C.) in vetro verde chiaro, decorata a motivi vegetali con girali d’acanto e tralci di vite. È eccezionale sia per qualità che per stato di conservazione: si tratta dell’unico esemplare integro dei sei noti, firmati dall'artista Aristeas.